# Penha
Penha è un comune del Brasile nello stato di Santa Catarina, parte della mesoregione della Vale do Itajaí e della microregione di Itajaí.